# BrainSurge
BrainSurge é um programa de auditório exibido no canal de televisão Nickelodeon, apresentado por Tamsin Heatley as "Mum". Teve a primeira temporada e estreou em 3 de setembro de 2012.